# 角楼 (辅助建筑)

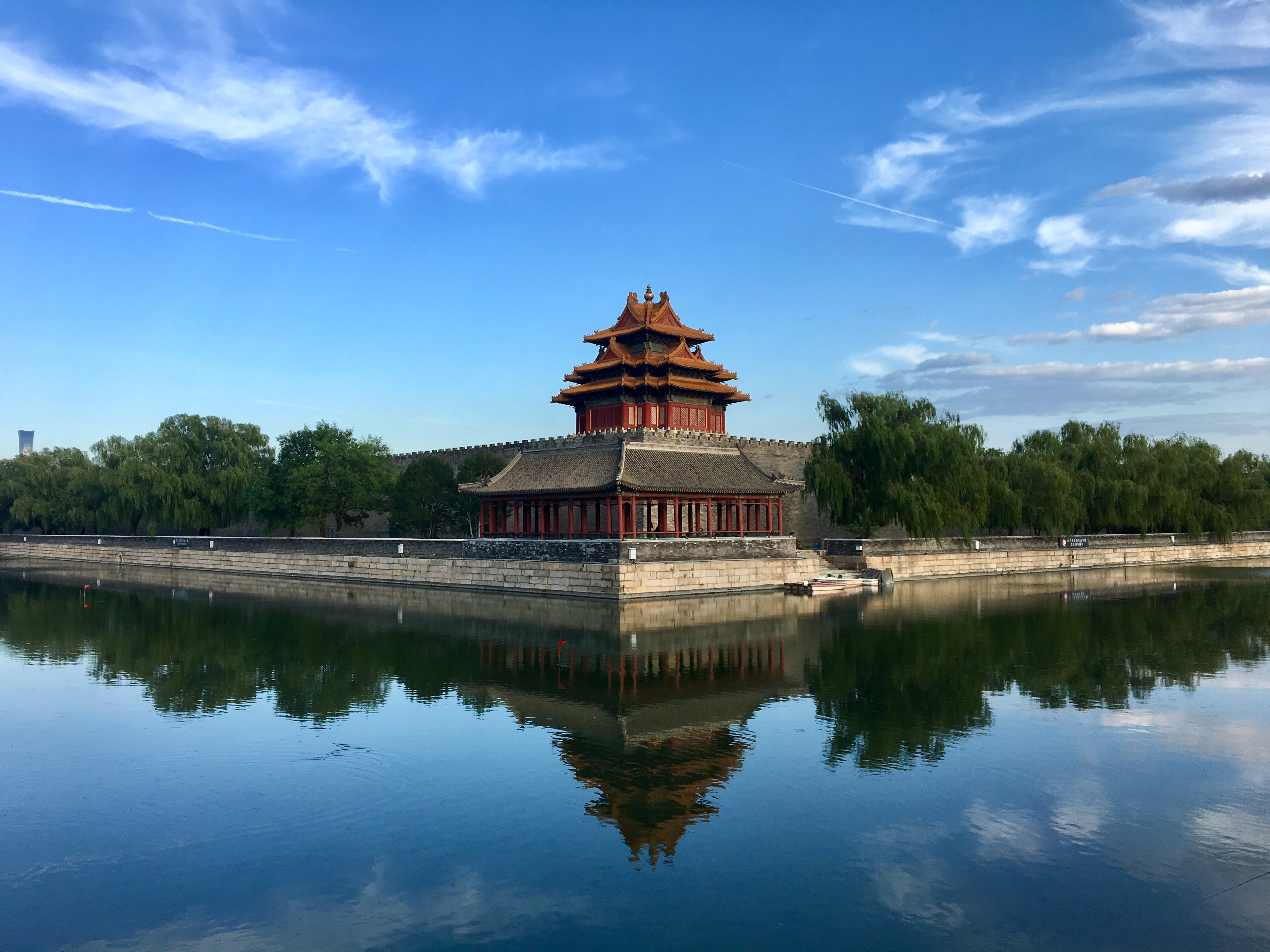
北京故宫西北角楼

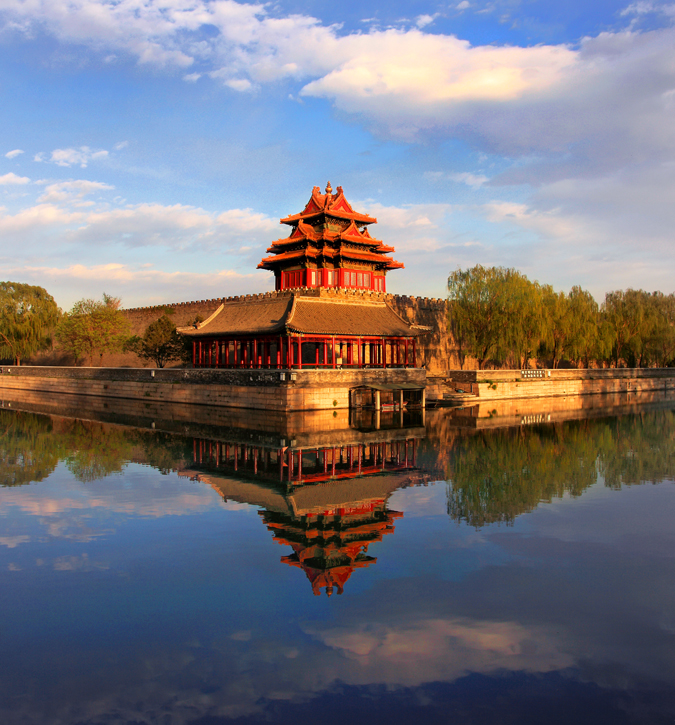
夕阳下的北京故宫角楼

角楼是历来建筑物中常见到的一种辅助建筑。这种建筑主要设于防守式建筑物的棱角转弯之处，故名“角楼”。角楼多为防御设施，结合墙、台、塔、堡垒等其他的防御设施，起到了防守作用。其中中国境内较著名的角楼包括西安、平遥和北京故宫的角楼。

## 故宮角樓傳說
紫禁城城牆四角各有一座造型非常奇特的角樓，有軍事瞭望之用設計亦十分精巧，共有3層屋檐9梁18柱28個翼角72脊。角樓坐落於厚城牆之上四週圍以漢白玉石欄杆，台基樓梯分上下兩層。
相傳明成祖朱棣（1404─1424年）曾夢見一座9梁18柱72脊的角樓，並下令於9天之內照樣設計，否則工匠便要殺頭。工匠均想不到如何設計。就在這時有一老人手提個設計精巧的蟈蟈籠走過，該籠恰巧共9梁18柱72脊，匠人們靈機一觸按這個蟈蟈籠設計了角樓，匠師們並認為老人就是魯班師傅下凡指點。
後來明朝滅亡時李自成焚毀紫禁城，但是角樓並未被毀。

## 参看
- 城墙